# John T. Nixon

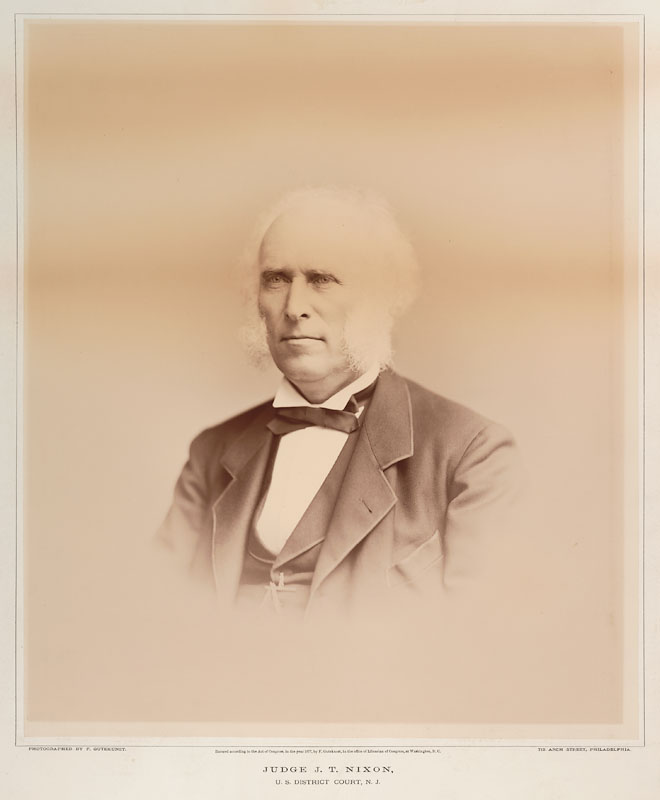
John T. Nixon

John Thompson Nixon (* 31. August 1820 in Fairton, Cumberland County, New Jersey; † 28. September 1889 in Stockbridge, Massachusetts) war ein US-amerikanischer Jurist und Politiker. Zwischen 1859 und 1863 vertrat er den Bundesstaat New Jersey im US-Repräsentantenhaus; anschließend wurde er Bundesrichter am Bundesbezirksgericht für den Distrikt von New Jersey.

## Werdegang
John Nixon besuchte private Schulen und studierte danach bis 1841 am Princeton College. Nach einem anschließenden Jurastudium und seiner 1845 erfolgten Zulassung als Rechtsanwalt begann er in Bridgeton in diesem Beruf zu arbeiten. Gleichzeitig schlug er eine politische Laufbahn ein. Von 1848 bis 1850 saß er als Abgeordneter in der New Jersey General Assembly, deren Präsident er im Jahr 1850 war. Er schloss sich der 1854 gegründeten Republikanischen Partei an.
Bei den Kongresswahlen des Jahres 1858 wurde Nixon im ersten Wahlbezirk von New Jersey in das US-Repräsentantenhaus in Washington, D.C. gewählt, wo er am 4. März 1859 die Nachfolge von Isaiah D. Clawson antrat. Nach einer Wiederwahl konnte er bis zum 3. März 1863 zwei Legislaturperioden im Kongress absolvieren. Diese waren von den Ereignissen des 1861 ausgebrochenen Bürgerkrieges geprägt. Im Jahr 1862 verzichtete Nixon auf eine weitere Kandidatur.
Nach dem Ende seiner Zeit im US-Repräsentantenhaus praktizierte er zwischen 1863 und 1870 wieder als Anwalt in Bridgeton. Von 1870 bis zu seinem Tod war er Richter am United States District Court for the District of New Jersey, wo er auf Richard Stockton Field folgte. Er starb am 28. September 1889 auf seiner Sommerresidenz in Massachusetts und wurde in Bridgeton beigesetzt. John Nixon war mit Mary Hurst Elmer (1827–1914) verheiratet, der Tochter des Kongressabgeordneten Lucius Elmer (1793–1883), mit der er vier Kinder hatte, von denen drei das Erwachsenenalter erreichten.